# Geppo
Geppo è un personaggio dei fumetti ideato nel 1954 dall'editore Renato Bianconi e creato graficamente da Giovan Battista Carpi insieme a Giulio Chierchini, protagonista di una serie a fumetti omonima pubblicata dalle Edizioni Bianconi per oltre 40 anni.

## Storia editoriale
Il personaggio di Geppo venne ideato da Giulio Chierchini, il quale ne realizzò anche la prima storia negli anni cinquanta; poi il personaggio venne ripreso qualche anno dopo da Giovan Battista Carpi, che realizzò una quindicina di storie e altre da Luciano Gatto; nel 1958, quando Pierluigi Sangalli iniziò a lavorare per Bianconi, questi gli affidò il personaggio mostrandogli le tavole disegnate da Carpi e Sangalli iniziò a realizzare storie che vennero pubblicate sulla testata Soldino. L'opera di Sangalli convinse Bianconi, il quale credeva molto nel personaggio, a dedicargli una testata le cui storie verranno realizzate dal 1960 al 1968 da Sangalli che fece evolvere il personaggio fino a quando non venne sostituito da Sandro Dossi nella realizzazione delle storie; Sangalli tornò a disegnarne le storie negli anni novanta.
Il personaggio esordì su un supplemento della rivista Trottolino dal titolo Trottolino e la «Enne» dimensione pubblicato nel dicembre 1954 con una storia disegnata da Giulio Chierchini. L'anno successivo venne ripreso da Giovan Battista Carpi e disegnato in una decina di storie per il mensile Volpetto fino al 1956.
Dal luglio 1961 l'editore gli dedica un mensile con storie scritte da Alberico Motta e disegnate da Pier Luigi Sangalli e Sandro Dossi che negli ultimi anni furono anche autori delle sceneggiature. Sangalli, che ne era già lo sceneggiatore, cura la trasformazione grafica del personaggio disegnandolo per sette anni consecutivi. Questa prima collana verrà pubblicata per 399 numeri da luglio 1961 a gennaio 1994 divisi in due serie, la prima edita fino al 1974 composta da 162 privi di numerazione progressiva e la seconda esordita nel gennaio 1975 e conclusa nel 1994 dopo 237 numeri; fino al 1978 presenterà solo storie inedite e dal 1980, oltre a storie nuove presenterà spesso anche una o più ristampe di vecchie storie mentre dall'anno successivo le storie inedite saranno solo la prima e l'ultima e dal 1983 al 1988 solo la prima storia sarà inedita e tutte le altre ristampe fino al 1989 da quando la testata pubblicherà solo ristampe. Come per altre testate simili dell'editore, anche questa presenta brevi episodi di sei pagine dedicati ai comprimari della serie. Negli anni novanta ci furono vari tentativi di rilanciare il personaggio: le storie inedite verranno pubblicate dal 1990 su una nuova testata dalla breve vita editoriale, solo quattro numeri pubblicati fino al 1991, Geppo Più, seguito nello stesso anno da Geppo Serie Oro che venne pubblicato per soli sei numeri, l'ultimo tentativo di rilanciare il personaggio con storie inedite fu la collana Geppo - Nuovo pubblicata dal 1996 al 1998 per 18 numeri.
Dal 1968 Geppo passa a Sandro Dossi, che lo disegna con nuovi particolari morfologici, con sceneggiature sue e di Alberico Motta fino agli anni '90, apportando ulteriori modifiche alla grafica dei personaggi. Ancora Sangalli è sceneggiatore e disegnatore di nuove storie a partire dal 1996.
Le storie del personaggio verranno ristampate nella collana Super Geppo della quale escono 156 numeri divisi in quattro serie pubblicate dal 1962 al 1999. Un'ulteriore ristampa delle storie del personaggio vengono presentate sulla collana Geppo Story, pubblicata per 12 numeri dal 1984 al 1986.
Una selezione di storie sono state pubblicate nel XXI secolo da vari editori in volumi singoli: nel 2002 nel volume Una vita d’inferno, edito da IF; nel 2011 venne edito il volume Geppo – Inferno 2000; nel 2013 RW Edizioni ha pubblicato il volume Geppo il buon diavolo, seguito nel 2014 da Diabolicamente Geppo.

## Biografia del personaggio
Geppo è un diavolo buono, in origine un angelo sfortunato che svenendo cadde all'inferno al momento della ribellione di Satana: tramutatosi così in diavolo, vive all'inferno dove, diversamente da tutti gli altri diavoli, cerca di soccorrere e aiutare i dannati dei vari gironi infernali, finendo spesso a contrastare il volere di Satana, che invece vorrebbe farne un diavolo cattivo come tutti gli altri. In un'altra storia si scopre invece che Geppo avrebbe dovuto essere portato in Paradiso dalla cicogna quando era ancora in fasce per diventare un angelo, ma quest'ultima, alcolizzata, venne corrotta da Satana, al quale lo cedette in cambio di un fiasco di vino. Come diavolo è un fallimento e quando prova a fare delle cattive azioni alla fine risulteranno produrre azioni benefiche. Nonostante gli sforzi, per la sua natura sognatrice e pasticciona, finisce sempre per combinare guai suscitando l'ira di Satana e degli altri diavoli. Nelle prime storie lo affianca un giovane studente svogliato di nome Tomeo, con il quale vive divertenti avventure ambientate all'inferno. Altri comprimari sono Salvatore il serpente tentatore, che si diverte a prendere in giro l'ingenuo Geppo, e il gatto Caligola, i cui progetti di sterminare i topi vengono involontariamente bloccati da Geppo.

## Comprimari
- Salvatore, il serpente tentatore: preposto a riportare Geppo sulla via dell'autentico diavolo, che però fallisce sempre la sua missione e ne subisce le dolorose conseguenze.
- Caligola: il gatto di Satana, che rappresenta la personalità perversa dell'individuo cattivo e orientato a giocare tiri più disparati, spesso pesanti ma altre volte più goliardici, ai più deboli: Geppo è uno dei suoi bersagli preferiti.
- Fiammetta: la figlia di Satana, di cui è Geppo è innamorato e con la quale è segretamente fidanzato, dal carattere ben meno aspro del padre. Addirittura in una storia, si scopre che lavora in un asilo come maestra all'insaputa del padre. In altre storie viene invece presentata come un medico, che cura i diavoli all'inferno presi a botte dalle rivolte dei dannati.
- Berlicche: diavoletto figlio adottivo di Satana, il quale lo trovò dentro un sacco davanti alla porta di casa. Avendo sempre desiderato un figlio maschio, decise di tenerlo per farne suo erede e lo "battezzò" con la pece bollente come principe Berlicche.

## Riconoscimenti
- Mostra "Geppo & Co. – Il mondo di Sandro Dossi" dal 16 maggio al 5 giugno 2015.[15][16][17]